# North Stoke (Oxfordshire)
North Stoke – wieś w Anglii, w hrabstwie Oxfordshire, w dystrykcie South Oxfordshire. Leży 23 km na południowy wschód od Oksfordu i 70 km na zachód od Londynu.